# Computer-Karriere
Computer-Karriere (zuweilen auch Computerkarriere geschrieben) ist das elfte Studioalbum der deutschen Rockband Puhdys. Es erschien 1983 in der DDR beim Musiklabel Amiga und in der BRD bei Pool, einem Sublabel von Teldec.

## Entstehung
Das Album wurde 1982 produziert, gelangte allerdings erst 1983 in den Handel. Bereits 1982 erschien die Single Jahreszeiten/TV-Show. Wie zu dieser Zeit üblich erschien das Album als Langspielplatte (8 55 944) und als Musikkassette bei Amiga. Der Einzelhandelspreis betrug wie bei allen Amiga-LPs 16,10 Mark. In der DDR wurden die Alben der Puhdys durchnummeriert, weshalb das Album dort unter der Bezeichnung Puhdys 11: Computer-Karriere erschien, während es in der BRD das erste Album war, das keine fortlaufende Nummer erhielt.
Die Lieder wurden von Gitarrist und Sänger Dieter Birr und Keyboarder Peter Meyer komponiert, die Texte stammen bis auf Computerman (Burkhard Lasch) und Schöpfung (Wolfgang Tilgner) von Dieter Birr. Zwar bezeichnete die Gruppe die Entstehung der Lieder als Gemeinschaftsprojekt, allerdings lieferte das Duo Birr/Meyer die fertig arrangierten Titel, da beide zu Hause über vollständig eingerichtete Heimstudios verfügten. Dies nährte Gerüchte über Differenzen innerhalb der Gruppe, welche diese allerdings dementierte. Neben den eigenen Stücken befindet sich mit Hiroshima eine Coverversion des gleichnamigen Liedes von Wishful Thinking auf dem Album, die Übersetzung des Liedtextes aus dem Englischen stammt von Wolfgang Tilgner. Eine Besonderheit war, dass Schlagzeuger Klaus Scharfschwerdt zu TV-Show und Jahreszeiten den Gesang beisteuerte.
Das Plattencover der Amiga-Ausgabe stammt von dem Grafiker Jürgen Haufe.

## Titelliste
1. Computerkarriere – 2:29
2. Flieg mit mir – 3:50
3. Jahreszeiten – 2:29
4. Stop, Baby, Stop – 3:30
5. Karriere – 5:18
6. Sehnsucht – 3:35
7. TV-Show – 3:11
8. Computerträume – 3:48
9. Computerman – 4:22
10. Hiroshima – 4:14
11. Schöpfung – 4:49

## Rezeption
Mit dem Album versuchte die Band, musikalisch neue Wege zu gehen und reicherte ihre Rockmusik mit Elementen aus zeitgenössischer Popmusik und New Wave an. So erntete die Band 1982 heftige Kritik, als die beiden Lieder Jahreszeiten und TV-Show erstmals im Radio gespielt wurden. Den Puhdys wurde vorgeworfen, dass sie aufgrund ihrer Popularität und ihrer Plattenverkäufe alles machen könnten, es werde ihnen abgekauft. Das Album wurde nach seinem Erscheinen von den Musikjournalisten der DDR überwiegend negativ bewertet, trotzdem ist Computer-Karriere das meistverkaufte Album der Band. In der Jahreshitparade des DDR-Rundfunks konnten sich mehrere Lieder des Albums platzieren: 1982 erreichte Jahreszeiten Platz 9, 1983 erreichte Sehnsucht Platz 3 und TV-Show Platz 5.